# Tony Hibbert
Anthony James "Tony" Hibbert (født 20. februar 1981 i Liverpool, England) er en engelsk tidligere fodboldspiller, der spillede hele sin karriere for Everton F.C. i den engelske Premier League.